# Le Lit pour trois
Pour plus de détails, voir Fiche technique et Distribution.
Le Lit pour trois (Letto a tre piazze) est un film italien réalise par  Steno et sorti en 1960.

## Synopsis
Peppino Castagnano, estimé professeur de lettres, vit un mariage heureux avec Amalia depuis dix ans. Mais, pendant la fête de l'anniversaire de mariage, réapparait Antonio Di Cosimo, premier mari d'Amalia déclaré disparu en Russie pendant la guerre puis déclaré mort. L'avocat Vacchi qu'il consulte lui indique que comme l'existence  d'Antonio est prouvée, son mariage est annulé légalement. Sa femme néanmoins hésite : d'un côté elle ne réussit pas à renoncer à son second époux, de l'autre elle ne se voit pas abandonner Antonio après l'avoir retrouvé. Ils entament donc une vie conjugale à trois, absurde et compliquée dès le départ…

## Fiche technique
- Titre français : Le Lit pour trois[1]
- Titre original : Letto a tre piazze
- Réalisation :  Steno
- Sujet : Lucio Fulci, Bruno Baratti, Vittorio Vighi
- Scénario :Sandro Continenza, Steno, Lucio Fulci, Bruno Baratti, Vittorio Vighi
- Photographie :	Alvaro Mancori
- Montage : Giuliana Attenni
- Musique : Carlo Rustichelli
- Décors : Ottavio Scotti
- Pays : Italie
- Année : 1960
- Durée : 105 min
- Format : Noir et blanc
- Genre : comédie burlesque
- Dates de sortie :
  - Italie : 2 août 1960 (Festival de Borighera) ; 9 septembre 1960 (Milan) ; 10 septembre 1960 (Rome) ; 22 septembre 1960 (Turin)
  - France : 16 juin 1967[1]

## Distribution
- Totò : Antonio Di Cosimo
- Peppino De Filippo : Professeur Peppino Castagnano
- Nadia Gray : Amalia
- Cristina Gaioni : Prassede, la femme de chambre
- Aroldo Tieri : Vacchi, l'avocat
- Gabriele Tinti : Nino, fiancé de Prassede
- Angela Luce : la soubrette Janette
- Mario Castellani : le principal
- Bruno Scipioni : maître d'hôtel
- Luciano Bonanni : le chauffeur de taxi
- Nico Pepe : directeur de l'hôtel
- Cesare Fantoni : Don Ignazio
- Paolo Ferrara : le commissaire